# Philibert II. (Savoyen)

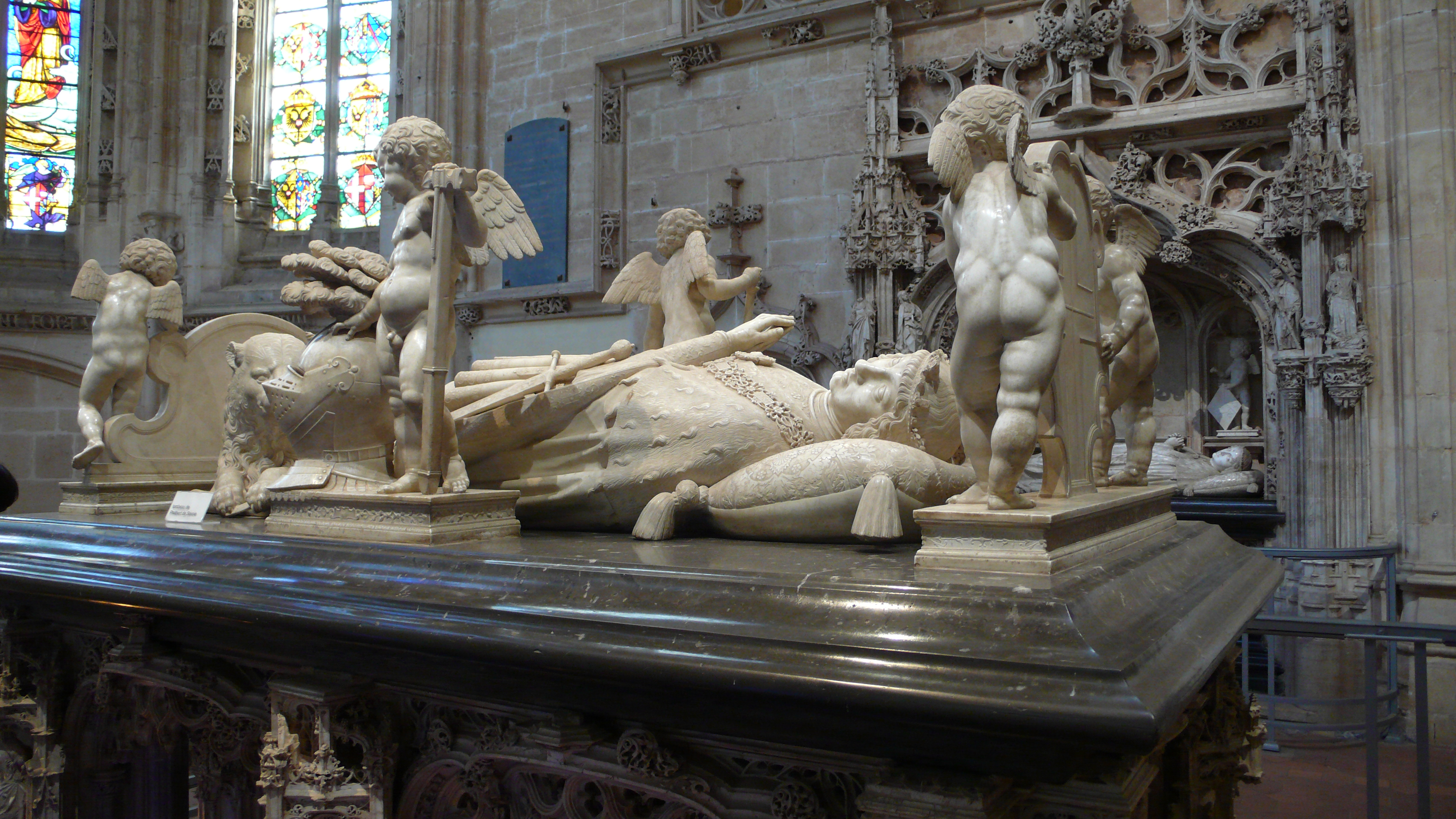
Grabmal Philiberts II. in der Klosterkirche des Klosters Brou

Philibert II., genannt der Schöne oder der Gute (* 10. April 1480 in Pont-d’Ain; † 10. September 1504 ebenda), war von 1497 bis 1504 Herzog von Savoyen.

## Leben
Er war der Sohn von Philipp Ohneland (* 1438; † 1497) und seiner ersten Frau Margarete von Bourbon. 1496 wurde Philiberts Vater unerwartet Herzog von Savoyen, als sein Großneffe Karl II. starb und ihn als nächsten Erben der Linie hinterließ.
Im selben Jahr heiratete der sechzehnjährige Philibert seine Cousine, die neun Jahre alte Yolanda Louise von Savoyen. Sie war die Tochter von Karl I. von Savoyen, der Kämpfer genannt, und der Bianca von Montferrat. Yolanda stand in der direkten Erbfolge von Karl VII. Doch obwohl ihr Schwiegervater die Erbfolge in Anspruch nahm, stand ihr gemäß Geburtsrecht eigentlich die Nachfolge auf den Thron der Königreiche von Zypern und Jerusalem zu. Im darauf folgenden Jahr verstarb Philiberts Vater, so dass das Paar sich König und Königin von Zypern, Jerusalem und Armenien nennen konnte. 1499 verstarb Yolanda im Alter von zwölf Jahren. Ihre Erbin wurde die Prinzessin Charlotte von Neapel, die spätere Comtesse de Laval. Philibert hielt trotz des Todes seiner ersten Frau weiter am Thron von Zypern und Jerusalem fest.
Seine zweite Frau Margarete war die einzige legitime Tochter des späteren Kaisers Maximilian I. aus dem Haus Habsburg und Witwe des spanischen Thronfolgers Juan. Damit schloss Philibert bei seiner Vermählung im Dezember 1501 im Kloster Romainmôtier eine wichtige Allianz mit den Habsburgern. Margarete und Philibert führten drei Jahre lang eine glückliche Ehe. Während seine Gattin im Herzogtum ihre in Spanien entwickelten politischen Ideen verwirklichte, ging Philbert seinen Interessen, wie etwa der Jagd, nach. Dies führte auch zu seinem frühen Tod. Erhitzt trank er aus einer kalten Quelle, wurde von Fieberschauern befallen, denen er letztlich erlag – und so seine Gattin zum zweiten Mal zur Witwe machte.
Während Philiberts Herrschaft wurde Savoyen aufgrund der Eroberungszüge von Ludwig XII. in Italien von französischen Besitzungen umringt.
Als der Herzog im Alter von 24 Jahren starb, folgte ihm im Jahre 1504 sein jüngerer Halbbruder Karl nach, da beide Ehen Philiberts kinderlos geblieben waren.